# Knight Ridder
Pour les articles homonymes, voir Knight.
Knight Ridder était un groupe de presse américain spécialisé dans les journaux et les publications Internet. La société possède 31 journaux quotidiens à travers les États-Unis, et représente le second plus grand groupe de presse de ce pays. Le siège social de la société est établi à San José en Californie.

## Histoire
Les sociétés d'origine de Knight Ridder sont Knight Newspapers, Inc. et Ridder Publications, Inc.  La première société est fondée par John S. Knight lorsqu'il hérite de son père en 1933 le contrôle du Akron Beacon Journal (acheté en 1903); la seconde société est fondée par Herman Ridder quand celui-ci achète le journal germanophone Staats-Zeitung en 1892. En raison de l'augmentation du sentiment anti-allemand durant l'entre deux guerres, Ridder transforme en 1926 son journal avec succès en un journal anglophone grâce à l'acquisition du Journal of Commerce.  
En 1969, Knight Newspapers rachète à Triangle Publications les journaux The Philadelphia Inquirer et Philadelphia Daily News à cause de la réglementation de la Federal Communications Commission (FCC) interdisant les sociétés de média d'avoir un journal et une télévision dans la même zone de marché.
Les deux sociétés deviennent des sociétés anonymes cotées en bourse en 1969 puis fusionnent en 1974. Durant une courte période, l'ensemble est le plus grand groupe de presse des États-Unis. En 1997, la société supprime la mention Incorporated.
Knight Ridder possède une longue histoire d'innovation technologique. Elle est :
- le premier groupe de presse à expérimenter le videotex, lancé par Viewtron System en 1982,
- l'un des premiers à proposer du contenu informatif pour America Online en 1993,
- partie prenante, en 1994, du projet New Century Network, mais qui connaît un destin funeste.

Son journal phare est le San Jose Mercury News, qui est l'un des premiers journaux à publier régulièrement l'intégralité de son contenu sur internet.  En 1998, Knight Ridder transfère son siège social de Miami à San José afin de se rapprocher des sociétés internet et de son journal phare. La société préfère toutefois louer un important bâtiment du centre-ville que de construire de nouveaux locaux comme en 1976 à Miami après la fusion.
Le 13 mars 2006, The McClatchy Company acquiert Knight Ridder, pour 4,5 milliards de dollars en plus d'une reprise de dettes de 2 milliards de dollars,. À la suite de cette opération The McClatchy Company, vend pour 1 milliard de dollars plusieurs journaux acquis, dont le San Jose Mercury News, le Akron Beacon Journal, le Saint Paul Pioneer Press, à MediaNews Group pour réduire le financement nécessaire à l'acquisition,. MediaNews Group vend à son tour des actifs à Hearst Corporation pour financer l'opération.

## Liste partielle des journaux
- Akron Beacon Journal
- The Biloxi Sun Herald
- The Charlotte Observer
- Contra Costa Times
- The Kansas City Star
- The Macon Telegraph
- The Miami Herald
- The Myrtle Beach Sun News
- Philadelphia Daily News
- The Philadelphia Inquirer
- Saint Paul Pioneer Press
- The San Luis Obispo Tribune
- San Jose Mercury News
- Star-Telegram (Fort Worth)
- The State
- (State College, Pa.) Centre Daily Times
- Tallahassee Democrat
- The Wichita Eagle